# دوندار علي عثمان
دوندار علي عثمان أفندي (1930 في دمشق في سوريا - 18 يناير 2021 في دمشق في سوريا) ويعرف أيضًا باسم دوندار علي عثمان عثمان أوغلي، كان العميد الخامس والأربعون للسلالة العثمانية، التي حكمت الدولة العثمانية من سنة 1299إلى 1922، وبعد ذلك نُفِيت عائلة آل عثمان خارج تركيا بعدما تمّ إعلان انتهاء الخلافة العثمانية وقيام الجمهورية سنة 1923 وهو الحفيد الرابع للسلطان عبد الحميد الثاني. متزوج من يسرى خانم أفندي (مواليد 1927)، ولم يُرزقا بأولاد.

## حياته الشخصية
استقر جد دوندار، الشاهزاده محمد سليم في دمشق في بادئ الأمر (وكانت وقتها تحت الانتداب الفرنسي) ثم انتقل إلى جونية في لبنان، وكان والد دوندار هو الشاهزاده عبد الكريم أفندي ووالدته هي نعمت خانم؛ وهي لبنانية مارونية اعتنقت الإسلام لاحقًا.
وقد استقر الزوجان في دمشق بعدما فشلا في الحصول على مباركة وموافقة الشاهزاده محمد سليم على زواجهما (والد الشاهزاده عبد الكريم) مع ذلك، سرعان ما غادر الشاهزاده عبد الكريم دمشق متوجهًا إلى الصين حيث انخرط في حركة استقلال إقليم الأويغور المعروف باسم تركستان الشرقية في ذلك الوقت.
وسبب ذهابه أن اليابانيين هم من استدعوه لكونه حفيد السلطان عبد الحميد الثاني وابن أخ آخر خلفاء بني عثمان، عبد المجيد الثاني، لقيادة قوات الأويغور الضعيفة. كانت اليابان وقتها تحاول زيادة دورها وتدخلاتها في الصين، وفي حين كان الإتحاد السوفييتي وبريطانيا والولايات المتحدة يساندون الصين لموازنة الطموحات اليابانية. ولما رأى الاتحاد السوفييتي أن الأحداث قد تؤثر على الشعوب التركية والإسلامية المنضوية تحته، بدأ يتحرك عسكريًا في المنطقة.
ذهب عبد الكريم الأول إلى طوكيو، ولكنّه لم يكن يجد دعمًا كافيًا لهُ، فعاد إلى تركستان الشرقية لتنظيم الصفوف ضد الحكم الصيني الشيوعي، لكنه هُزم لضعف قواته، فسافرَ إلى الهند، ثم طلب اللجوء في الولايات المتحدة، حيث كان فرع آخر من العائلة يعيش في نيويورك. وقد عثر عليه ميتًا في غرفة في فندق سنة 1993، فيما اعتبرت جريمة قتل لها علاقة بخلافاته السابقة أو بخصوم قدماء. ويقول أكرم بوغرا آقنجي، أستاذ التاريخ في جامعة مرمرة والصحفي في ديلي صباح، يقول إن الشاهزاده دوندار هو أول فرد في العائلة العثمانية تزوج والداه في المنفى. وكان العميد الخامس والأربعون للسلالة العثمانية، التي حكمت الدولة العثمانية من سنة 1281 إلى 1922.

### عمادة آل عُثمان
آلت عمادة بني عُثمان إلى دوندار علي سنة 2017 بعد وفاة رأس العائلة السابق بايزيد عثمان في مدينة نيويورك. فذهب إلى تركيا حيثُ قُلِّد منصبه الشرفي هذا، ثُمَّ عاد إلى دمشق مُفضلًا عيش بقيَّة أيامه فيها.

## وفاته
| Abdülhamid Kayıhan OSMANOĞLU | تويتر |
| ‎@osmanoglu_79                |       |

Gâlu inna lillâhi ve inna ileyhi râciun..
Osmanlı Hanedan Reisi Amcam Şehzade Dündar Abdulkerim OSMANOĞLU, Suriye'nin başkenti Şam'da tedavi gördüğü hastanede hakkın rahmetine kavuşmuştur..
Milletimizin başı sağolsun..

            إنَّا لله وإنَّا إليه راجعون…
توفي رئيس السلالة العثمانية، وعمي الشاهزاده دوندار عبد الكريم عثمان أوغلي في المستشفى التي يتلقى العلاج بها في العاصمة السورية دمشق
        

        18 يناير 2021

تُوفي دوندار علي عثمان فجر يوم الثلاثاء 19 يناير 2021 في إحدى مستشفيات مدينة دمشق، عن عمر ناهز تسعين سنة، بعد أن عانى من المرض لِسنواتٍ طويلة. وأعلن خبر الوفاة ابن أخ دوندار عُثمان الشاهزاده عبد الحميد قاييخان عثمان أوغلي (بالتركية: Abdülhamid Kayıhan Osmanoğlu)‏، في تغريدة على موقع تويتر، قال فيها: «تُوفي رئيس السُلالة العثمانية، وعمي الأمير دوندار عبد الكريم عُثمان أوغلو في المُستشفى التي يتلقَّى العلاج بها في العاصمة السورية دمشق».
وقال الشاهزاده عبد الحميد لصحيفة «حُريَّت» (بالتركية: Hürriyet)‏ أن عمه كان يُعاني من مشاكل صحية خطيرة أثناء تواجده في دمشق، وأنَّ العائلة العُثمانيَّة حاولت جاهدةً نقله إلى تركيا لكنها لم تُوفَّق إلى ذلك. وكان عبد الحميد قد أعلن للصحافة في سنة 2013 أنه يرغب بعودة عمه إلى الأراضي التركية خوفًا عليه من الأوضاع غير المُستقرة في سوريا نتيجة الثورة القائمة ضدَّ النظام، لا سيَّما بعد أن تردَّت العلاقات بين الدولتين السورية والتركية بسبب مواقف الجانبين من الثورة، ولأنَّ دوندار عُثمان كان يُعاني من المرض مُنذ تلك الفترة. كما قال عبد الحميد حينذاك أنَّهُ مُستعدٌ لِلذهاب إلى دمشق بنفسه وإحضار عمِّه لو لزم الأمر.